# Luc Picart
Pour les articles homonymes, voir Picart.
Luc Picart (4 juillet 1867 - 26 décembre 1956) est un mathématicien et astronome français, connu pour ses travaux sur la mécanique céleste, en particulier sur la période de Chandler.
Il a reçu le prix Kuhlmann de la Société des sciences, de l'agriculture et des arts de Lille.

## Biographie
Luc Picart naît à La Hardoye (Ardennes) le 4 juillet 1867 de parents cultivateurs. Entré à l'École normale supérieure en 1885, il en sort diplômé en 1887 et agrégé de sciences mathématiques un an plus tard. Le 1er novembre 1888, il entre à l'Observatoire de Bordeaux en qualité d'aide-astronome pour remplacer Jean-Baptiste Flamme (1856-1914), nommé maître de conférences à la faculté des sciences de Rennes :
« M. Flamme a été remplacé, le 1er novembre, par M. Picart, élève sortant de l'École normale supérieure et agrégé des sciences mathématiques. M. Picart est un travailleur énergique qui se met rapidement au courant des détails de la profession d'astronome. J'espère qu'il sera une bonne recrue pour l'Observatoire de Bordeaux. »
Chargé d'un cours complémentaire de mathématiques à la faculté des sciences de Bordeaux dès 1890, il est nommé astronome-adjoint en juin 1892, puis promu maître de conférences de mathématiques en 1896 et professeur-adjoint le 3 mai 1898. À cette époque, l'astronomie en France reste orientée vers les travaux qui ont dominé le XIXe siècle : l'étude du mouvement des astres du système solaire et la détermination des positions des étoiles sur la voûte céleste. À la fin du XIXe siècle, un jeune astronome, quelle que soit sa valeur, doit tout d'abord faire son apprentissage d'observateur, passer des nuits l'œil à l'oculaire et se plier aux longs calculs routiniers que de telles observations demandent. Picart n'y manque pas. Mais ce travail ne lui suffit pas ; à côté de l'astronomie pratique, il s'adonne dès son arrivée à Bordeaux à des recherches théoriques qui aboutissent le 16 mars 1892 à une thèse de doctorat Sur la désagrégation des essaims météoriques soutenue à la Sorbonne. Un autre problème important qu'il traite est celui de la capture des comètes par le système solaire.
« En 1934, ses travaux de thèse seront repris pour leur pertinence par deux astronomes du Harvard College dans une publication intitulée The stability of moving clusters. Picart poursuit ainsi ses recherches en astronomie théorique et tente d'expliciter, sans y parvenir pleinement, la théorie dite de la période de Chandler selon laquelle la Terre est soumise à une période d'oscillation de 427 jours (430 selon les connaissances de l'époque) liée à son élasticité. Plus tard, continuant de travailler sur l'hypothèse de la « Rotation de la Terre supposée fluide à son intérieur », du nom d'un article qu'il publie dans les Procès-verbaux de la Société des sciences physiques et naturelles de Bordeaux le 31 mars 1898, il réfute l'hypothèse de Sloudsky selon laquelle la croûte rigide du globe terrestre aurait une épaisseur inférieur aux trois millièmes de son rayon et appuie la théorie de Hough. Ce dernier attribue en effet au globe un coefficient d'élasticité proche de celui de l'acier, ce qui est conforme aux modèles géophysiques de l'époque. »
Ces travaux classent Picart parmi les meilleurs spécialistes de la mécanique céleste. À la mort de Cyrille Souillart, il est chargé d'un cours d'astronomie à la Faculté des Sciences de l'Université de Lille qu'il débute le 5 novembre 1898, après avoir démissionné quelques jours plus tôt, le 1er novembre 1898, de son poste d'astronome-adjoint à l'observatoire de Bordeaux. Il est nommé professeur d'astronomie à Lille le 28 juillet 1899. En 1903, il est candidat à la direction de l'observatoire de Besançon, se faisant recommander à ce poste par le Président du conseil Combes. À la mort de Georges Rayet, le 14 juin 1906, il pose sa candidature à la direction de l'observatoire de Bordeaux, en même temps que Bourget, Mascart et Gonnessiat. Il se fait alors recommander par le député de Bordeaux. Il est finalement nommé à la tête de l'établissement par arrêté du 26 juillet 1906, un mois et demi à peine après la disparition de son fondateur.
Georges Rayet avait mis en train le programme de la Carte du Ciel : Picart prend la suite de l'œuvre et la mène à son terme. Mais il se préoccupe également de préparer les recherches auxquelles la Carte du Ciel doit servir de base, tout particulièrement la détermination des mouvements propres. Pour cela, il dote son observatoire d'un instrument alors nouveau, le comparateur à clignotement.
Sous son impulsion, l'activité de l'observatoire se développe notablement. Lorsqu'il quitte ses fonctions le 9 juin 1937, c'est Gilbert Rougier qui prend sa succession.
Luc Picart disparaît le 26 décembre 1956 à Floirac en Gironde.